# Nagware
Nagware (também conhecido como begware, annoyware ou uma nagscreen) é uma modalidade de shareware onde o software fica lembrando (ou perturbando) o usuário para que ele registre sua cópia. Geralmente isso é feito com uma janela que o usuário não consegue fechar, e que fica aberta por algum tempo, obrigando o usuário a esperar e ler a mensagem.
A intenção é que o usuário registre-se ou compre o programa para não ser mais perturbado com a janela que aparece na versão de demonstração do software.
Exemplos de nagware incluem WinZip, WinRAR, mIRC e BitDefender.